# Jens Lipsdorf
Jens Lipsdorf (* 18. Juli 1967 in Cottbus) ist ein deutscher Archäologe, Politiker (FDP) und war 2009 bis 2014 Abgeordneter im Landtag Brandenburg.
Jens Lipsdorf leistete nach seinem Abitur 1986 bis 1989 Wehrdienst und studierte 1989 bis 1991 zunächst Medizin und dann von 1991 bis 1997 Klassische und Prähistorische Archäologie an der Universität Halle bis zum Magister. Nach dem Examen arbeitete Jens Lipsdorf 1996 bis 1998 als freier Mitarbeiter in der Werkstatt für Baudenkmalpflege und Restaurierung in Naumburg (Denkmalpflegerische Oberleitung in Naumburg), von 1998 bis 2001 als wissenschaftlicher Mitarbeiter beim Brandenburgischen Landesamt für Denkmalpflege, Abteilung Bodendenkmalpflege, Referat Braunkohle. Seit 2002 ist er freiberuflich tätig und Inhaber eines Büro für Archäologie und Baudenkmalpflege.
2007 bis 2008 bildete er sich im Abendstudium im Public-Relation-Management (Prüfungs- und Zertifizierungsorganisation der deutschen Kommunikationswirtschaft – PZOK) an der Fachhochschule Lausitz fort und schloss die Fortbildung als PR-Berater ab.
2008 bis 2013 war er Geschäftsführer der Posamenten Manufaktur Forst GmbH.
Jens Lipsdorf ist seit 2006 Mitglied der FDP und war 2007 bis 2013 Vorsitzender des FDP-Stadtverbandes Cottbus und Mitglied des FDP-Landesvorstandes.  2008 bis 2014 war er Vorsitzender des FDP-Kreisverbandes Lausitz. Er leitete den FDP-Landesfachausschuss Wissenschaft, Forschung, Hochschule.
Bei der Landtagswahl 2009 wurde er in den Landtag gewählt. Im Parlament war er Vorsitzender des Ausschusses für Wissenschaft, Forschung und Kultur. Mit dem Ausscheiden der FDP bei der Landtagswahl in Brandenburg 2014 verlor er sein Mandat.

## Schriften
- Hermann Frede. Ein hallescher Architekt zwischen Tradition und Moderne 1883–1965. Halle (Saale) 1998, ISBN 3-931919-03-X. (Veröffentlichung der Magisterarbeit)
- mit Dieter Dolgner: Historische „Wasser-Bauten“ der Stadt Halle/Saale. Halle (Saale) 1995.
- mit Dieter Dolgner: Historische Industriebauten der Stadt Halle/Saale. Halle (Saale) 1996, ISBN 3-931919-01-3.
- mit Dieter Dolgner: Historische Bauten und Anlagen der Stadttechnik und des Verkehrs der Stadt Halle/Saale. Halle (Saale) 1997, ISBN 3-931919-02-1.